# Titularbistum Aëtus
Aëtus (ital.: Aeto) ist ein Titularbistum der römisch-katholischen Kirche. 
Es geht zurück auf einen untergegangenen Bischofssitz in der gleichnamigen antiken Stadt, die in der römischen Provinz Epirus Vetus lag. Der Bischofssitz war der Kirchenprovinz Nicopolis zugeordnet.
| Titularbischöfe von Aëtus |                       |                                               |                   |                  |
| Nr.                       | Name                  | Amt                                           | von               | bis              |
| 1                         | Johannes Bluyssen     | Weihbischof in ’s-Hertogenbosch (Niederlande) | 28. Oktober 1961  | 11. Oktober 1966 |
| 2                         | Evelio Menjivar-Ayala | Weihbischof in Washington (USA)               | 19. Dezember 2022 |                  |